# Der Kaplan von San Lorenzo
Der Kaplan von San Lorenzo (Alternativtitel: Mea Culpa) ist ein deutsches Filmdrama in Schwarzweiß aus dem Jahr 1952 von dem Regisseur Gustav Ucicky. Das Drehbuch verfasste Kurt E. Walter. Es beruht auf einer Idee von Turi Vasile. Die Hauptrollen sind mit Dieter Borsche, Willy Birgel, Gertrud Kückelmann und Ilse Steppat besetzt. In der Bundesrepublik Deutschland kam der Streifen zum ersten Mal am 26. Februar 1953 in Hannover ins Kino.

## Inhalt
Verona in den 1950er Jahren. Don Stefano, der Kaplan von San Lorenzo, war früher einmal ein leidenschaftlicher Rennfahrer und Tennisspieler. Unter dem Eindruck seiner Kriegserlebnisse hatte er sich entschlossen, Priester zu werden. Mit dem Rennfahren hat er Schluss gemacht; aber hin und wieder spielt er noch eine Partie Tennis, am liebsten mit dem reichen Kunsthändler Catani, mit dessen Familie er befreundet ist und in deren Haus er oft zu Gast weilt. Die Beziehungen zu den Catanis haben es Don Stefano auch möglich gemacht, seinen Schützling Gilda, ein junges in Not geratenes Mädchen, als Haushaltshilfe dort unterzubringen. Dass aber Gilda jeden Tag eine neue gelbe Rose an ihrem Kleid trägt, betrachtet Signora Catani allmählich mit Argwohn. Sie glaubt, die Blumen erhalte das Mädchen von ihrem Mann; er sei ihr heimlicher Geliebter. Dieser Umstand führt nicht nur zu einem heftigen Streit zwischen den Eheleuten, sondern auch zu einer Auseinandersetzung zwischen der Hausherrin und dem Dienstmädchen.
Als Don Stefano einmal an einem späten Abend zu den Catanis kommt, ist gerade die Polizei in der Villa. Die Signora ist tot in der Garage aufgefunden worden, vergiftet durch die Auspuffgase ihres eigenen Wagens. Alle Indizien lassen Gilda als Täterin erscheinen. Diese aber beteuert ihre Unschuld und schüttet Don Stefano und dessen Amtsbruder Don Quirino ihr Herz aus. Die beiden glauben ihr und bitten sie, sich der Polizei zu stellen. Daraufhin kommt Gilda in Untersuchungshaft. Weil es dem Kaplan nicht gelingt, die Polizei von Gildas Unschuld zu überzeugen, beginnt er, eigene Nachforschungen anzustellen.
Don Stefano merkt, dass sich sein Freund Catani in einer großen seelischen Bedrängnis befindet. Er fordert ihn auf, offen seine Nöte zu schildern; sein Priesteramt verpflichte ihn schließlich dazu, das Beichtgeheimnis zu wahren. Da berichtet Catani, er selbst habe seine Frau umgebracht. Entsetzt muss Don Stefano mit ansehen, dass seinem unschuldigen Schützling der Prozess gemacht wird und ihm selbst die Hände gebunden sind, dem Mädchen zu helfen. 
Eines Abends bekennt Don Stefano seinem Amtsbruder Quirino, dass er sich auch in Gilda verliebt und ihr jeden Tag eine gelbe Rose geschickt habe. Dadurch habe er sich am Tod der Signorina Catani zumindest mitschuldig gemacht; denn hätte er diese Handlung unterlassen, wäre die Ehe der Catanis wahrscheinlich nicht zerrüttet worden. Tags darauf behauptet der Kaplan im Gerichtssaal, er sei Isabella Catanis Mörder. Zwar glaubt ihm kaum einer, aber trotzdem wird er verhaftet und Gilda freigelassen. Genau darauf hat Catani nur gewartet. Er bedrängt Gilda, mit ihm und seinem Sohn Pepito das Land zu verlassen. Man könnte dann in Südamerika ein neues Leben miteinander beginnen. Die Flugkarten habe er schon bestellt. Diese Handlung aber wird dem Mörder schließlich zum Verhängnis: Seine überstürzten Reisevorbereitungen lassen Kommissar Morro aufhorchen. In einem Gespräch mit dem kleinen Pepito erfährt der Polizist, die Mutter des Jungen sei böse gewesen und deshalb vom Papa in die Garage gesperrt worden. Damit gilt Catani als überführt. Der aber ahnt, dass man ihm auf der Spur ist. Um sich einer Verhaftung zu entziehen, scheidet er auf die gleiche Weise aus dem Leben wie seine Frau.
Gilda und das Waisenkind Pepito finden Aufnahme im Hause der Gräfin Torri, einer Freundin von Signora Catani. Don Stefano wird in eine armselige Gemeinde auf dem Lande strafversetzt.

## Ergänzungen
Der Film entstand im Atelier der Bavaria Film in Geiselgasteig, die Außenaufnahmen stammen aus Verona und Cavallo. Die Bauten schuf der Filmarchitekt Robert Herlth. Die Kostüme stammen von Elfriede Czerny, die Produktionsleitung übernahm Erwin Gitt.

## Quelle
- Programm zum Film: Das Neue Film-Programm, erschienen im gleichnamigen Verlag H. Klemmer & Co., Neustadt an der Weinstraße, ohne Nummernangabe

## Kritik
Das Lexikon des Internationalen Films zog folgendes Fazit: Religiös verbrämte, gepflegte Unterhaltung nach einem geschickt aufgebauten Drehbuch.